# Quema de la Candelilla
Quema de la Candelilla o Quema de las luminarias es una fiesta cívica-religiosa que se realiza en el municipio de Higueras, Nuevo León, México. Se celebra cada 11 de diciembre. Su origen se sitúa en el siglo XIX y está dedicada a la Virgen de Guadalupe.
Consiste en la quema de las ramas de un arbusto denominado candelilla. La preparación de la fiesta se realiza en los días previos al festejo, cuando son halladas las ramas del arbusto deben de ser arrancadas con las manos y pies, ya que la tradición dice que no debe de ser con un instrumento cortante. Las cargas de candelilla son bajadas en las espaldas de las personas, esto se realiza así porque es parte del sacrificio que es ofrecido a la Virgen.
En el transcurso del día, la iglesia da un par de campanadas avisando al pueblo de tan esperado momento. Luego de una misa, un enorme atado de candelillas impregnado con cera, es quemado con unas antorchas fuera de la Capilla de Nuestra Señora de Guadalupe, a lo que sigue el encendido de fuegos pirotécnicos. En las inmediaciones de esta capilla se realiza una feria, las calles son cerradas, y frente de la iglesia las personas se sitúan. Habitantes del pueblo encienden atados de gavillas y las dejan encendidas por la noche y la madrugada.